# بيلينيا (شركة حاسوب)
بيلينيا (بالإنجليزية: Belinea)‏ (Belinea GmbH سابقًا) ومقرها في فيتموند، ألمانيا هي شركة مستقلة تأسست في 1 أكتوبر 2008 ومصنعة لقطع أجهزة الكمبيوتر وأجهزة الكمبيوتر المحمولة والشاشات وأجهزة الكمبيوتر الشخصية.

## تاريخ

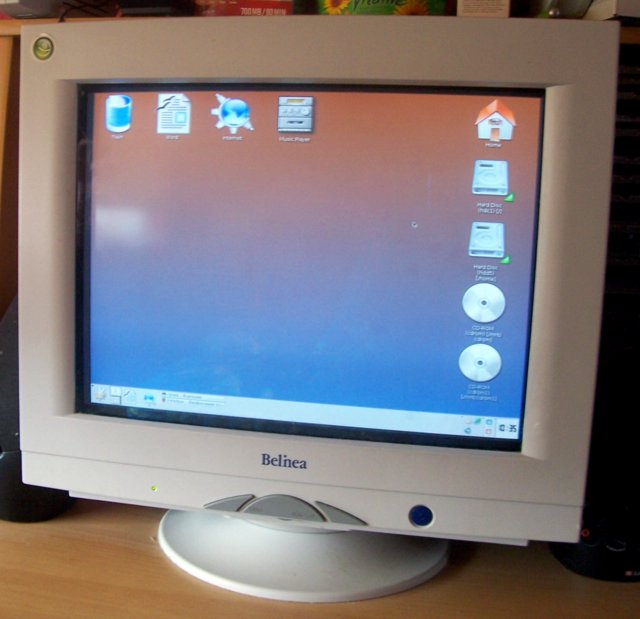
Belinea 10 60 55 شاشة (19", 1280x1024

من حوالي 1991 إلى 2008، كانت الشركة هي العلامة التجارية للشاشات وأجهزة الكمبيوتر المحمولة من ماكس داتا [الإنجليزية]. كانت الشاشات التي تحمل اسم بيلينيا (بالإنجليزية: Belinea)‏ رائدة في السوق في ألمانيا لسنوات عديدة (وفقًا لدراسة لـ GFK 06). ومع ذلك، في عام 2008، تقدمت ماكس داتا [الإنجليزية] بطلب للإفلاس ونتيجة لذلك تم تفكيكها.
تستخدم الشركة العلامة التجارية ONE.de وتبيع منتجاتها مباشرةً عبر الإنترنت؛ وبالتالي فإن علامة بيلينيا التجارية، التي تُباع من خلال الموزعين، معروضة للبيع.